# Chiesa di Madonna in Veroncora
La chiesa della Madonna in Veroncora (in dialetto bustocco Madòna in Verònca) è un edificio religioso che sorge nel territorio agricolo a nord ovest della città di Busto Arsizio, in provincia di Varese ed arcidiocesi di Milano.

## Toponomastica
Secondo alcuni storici locali, il nome Verònca, già in uso nel XIV secolo, deriverebbe dall'adattamento della locuzione dialettale "ves'ai ronchi", ovvero "verso le selve". La piccola chiesa della Madonna in Veroncora, infatti, sorge all'incrocio di due strade importanti (soprattutto in epoca medievale) che un tempo attraversavano i boschi che si estendevano dall'Olona al Ticino (oggi in gran parte sostituiti da centri abitati e campi agricoli) e che venivano utilizzate, l'una per collegare proprio gli insediamenti lungo i due fiumi, l'altra per spostarsi da Como ad Abbiategrasso.
Secondo Luigi Giavini, esperto di storia e tradizioni locali, questa interpretazione sarebbe errata: il suo parere è che Verònca non derivi da "ves'ai ronchi", ma da uno degli epiteti che i romani davano al dio Apollo, ovvero Averruncus, che significa "colui che scaccia - o tiene lontano - il male". Questo appellativo si riferiva al ruolo del dio di patrono dei medici e alla sua capacità di scatenare (e dunque anche di tener lontano) malattie e pestilenze.
Questa seconda ipotesi sarebbe rafforzata dal fatto che successivamente i bustocchi si recavano alla Madonna in Veroncora per chiedere l'intervento di san Grato, protettore della campagna e dei raccolti, in caso di siccità (ovvero chiedevano che venisse allontanato il male dai loro campi).

## Storia e descrizione

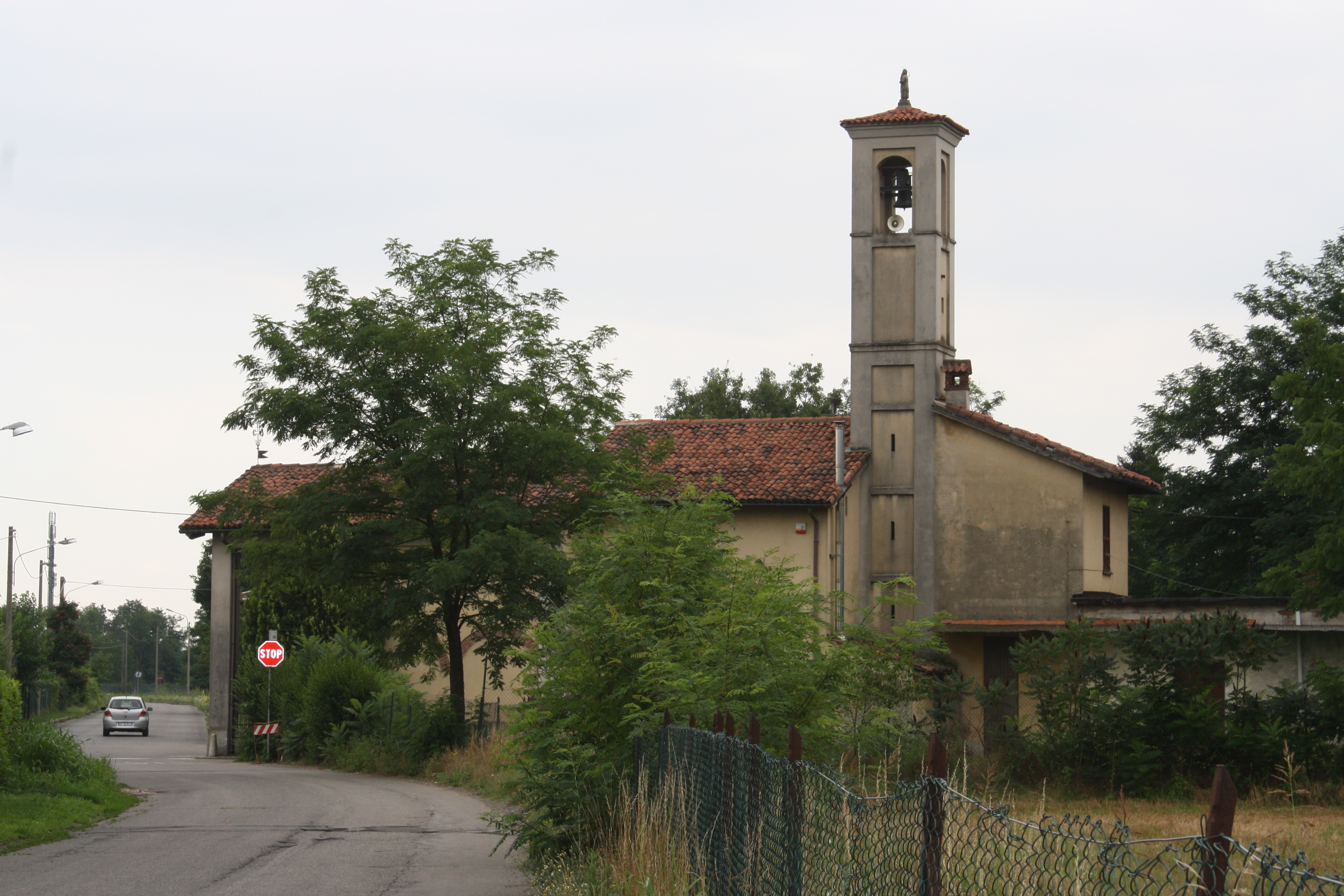
La chiesa vista da nord

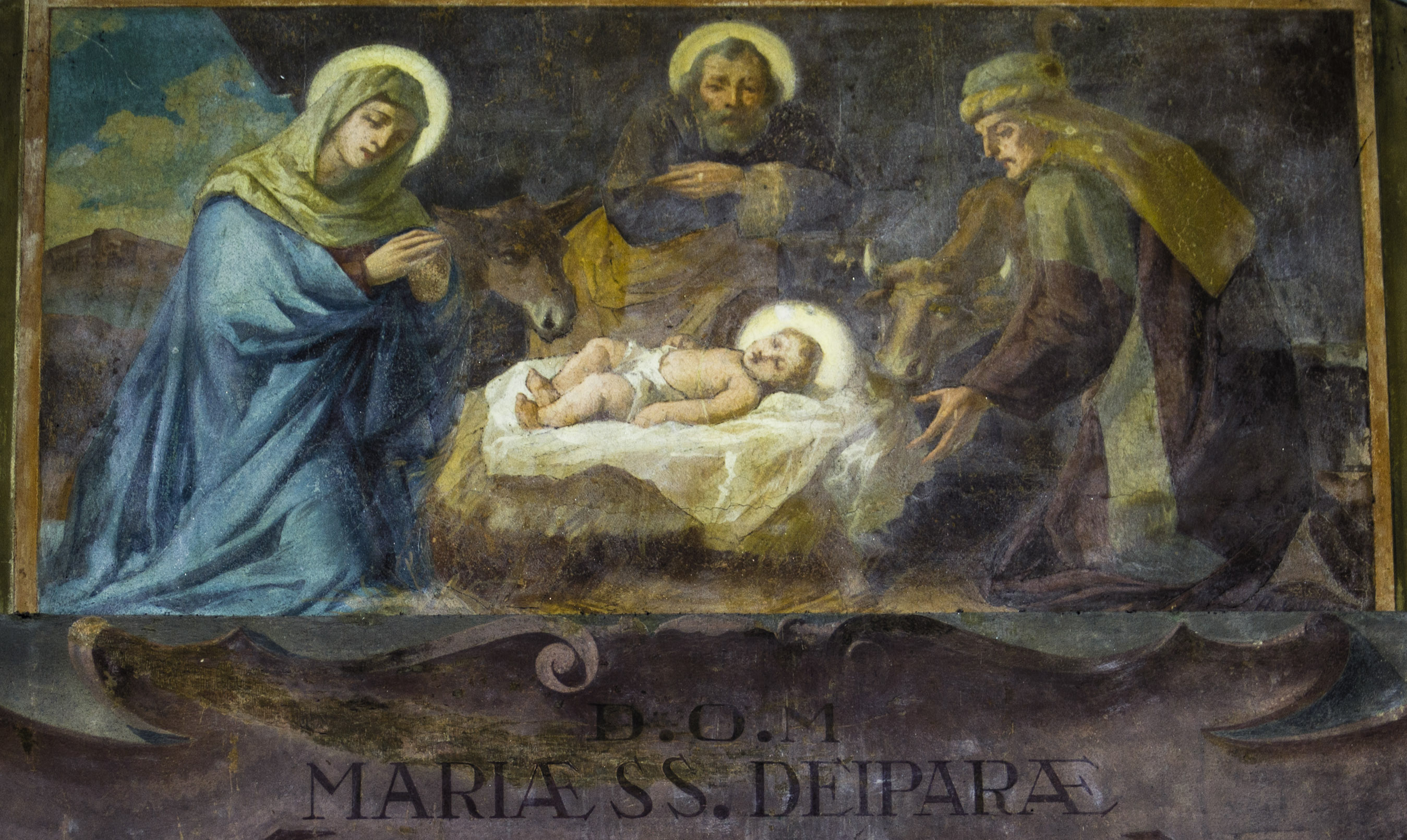
Affresco in facciata

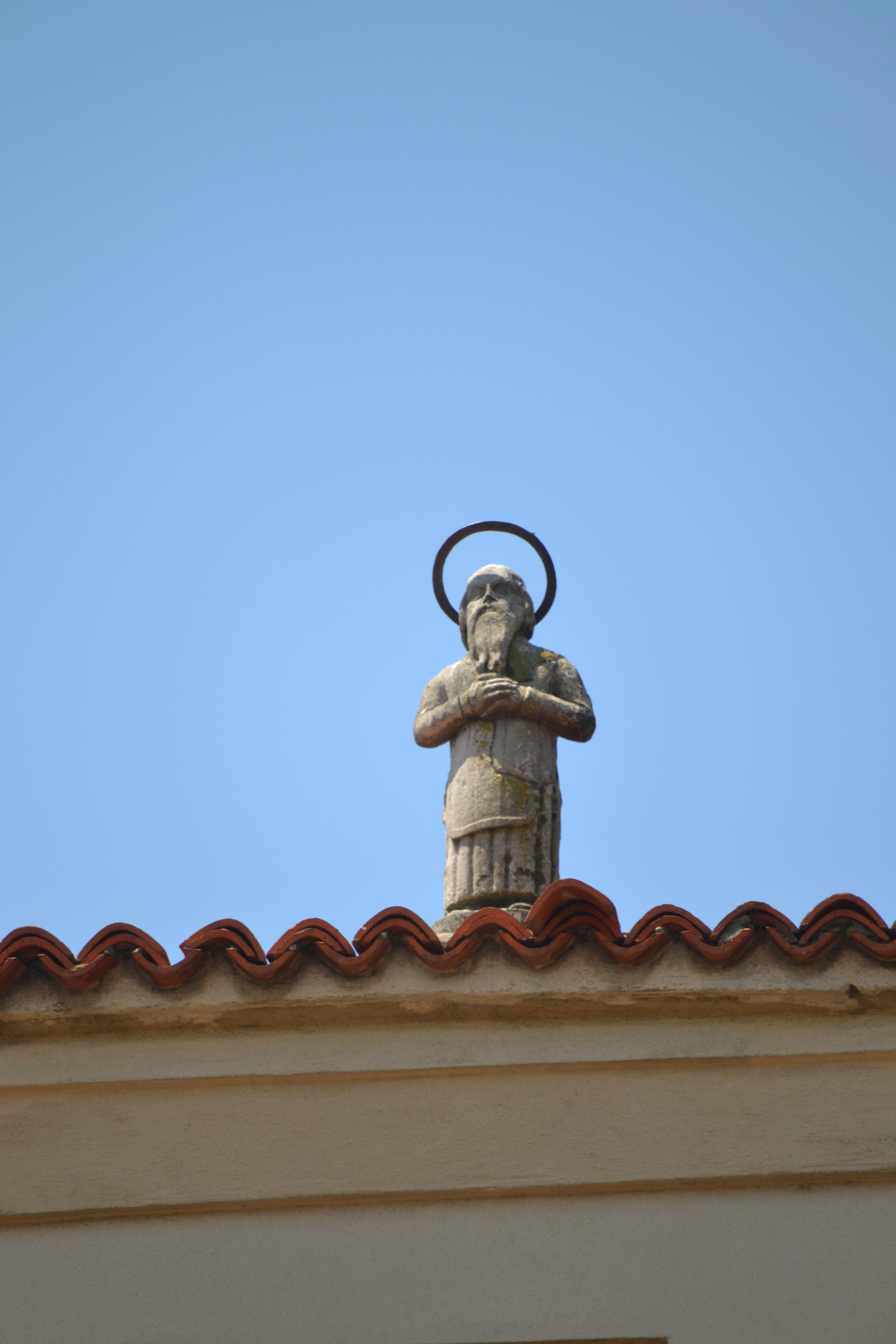
La statua di San Grato sormonta il campanile della chiesa

Come già detto, il toponimo Veroncora veniva già utilizzato nel Trecento; la storia della chiesa è sicuramente più antica rispetto ai primi documenti scritti che la riguardano. Ci sono diverse leggende relative alla costruzione di questa chiesa; quello che è certo è che viene citata per la prima volta nel 1639 e la benedizione risale al 1656, celebrata del prevosto di San Giovanni Battista, don Armiraglio.
La chiesa è un piccolo edificio a pianta quadrata e coperto con una volta a crociera. Il portico antistante l'ingresso, la sagrestia e una piccola torretta con campana, risalgono al 1680.
Nel XVIII secolo, dopo che il portico fu chiuso ai lati, così da aumentare la capienza della chiesa, vi si celebrava una santa Messa di domenica all'aurora.
L'attuale campanile a base quadrata, sormontato dalla statua di San Grato, fu edificato nel XIX secolo; nel 1853 il cappellano Falciola pagò il primo restauro dell'edificio.
Nel 1943 alla facciata della chiesa venne addossato un nuovo portico in cemento armato. Tra il 1952 e il 1985 La Famiglia Bustocca promosse un nuovo restauro che portò alla luce significative arcate in mattoni e diversi soggetti pittorici: nell'arco trionfale si trovano l'Incontro di Maria con Elisabetta, l'Incoronazione della Madonna e l'Assunzione.
All'interno della chiesa è presente un affresco seicentesco raffigurante la Deposizione di Gesù tra le braccia della Vergine Maria.
Nel 2018 la parrocchia inizia alcuni lavori di recupero dei locali ammessi alla chiesa.

## Festa dell'Angelo

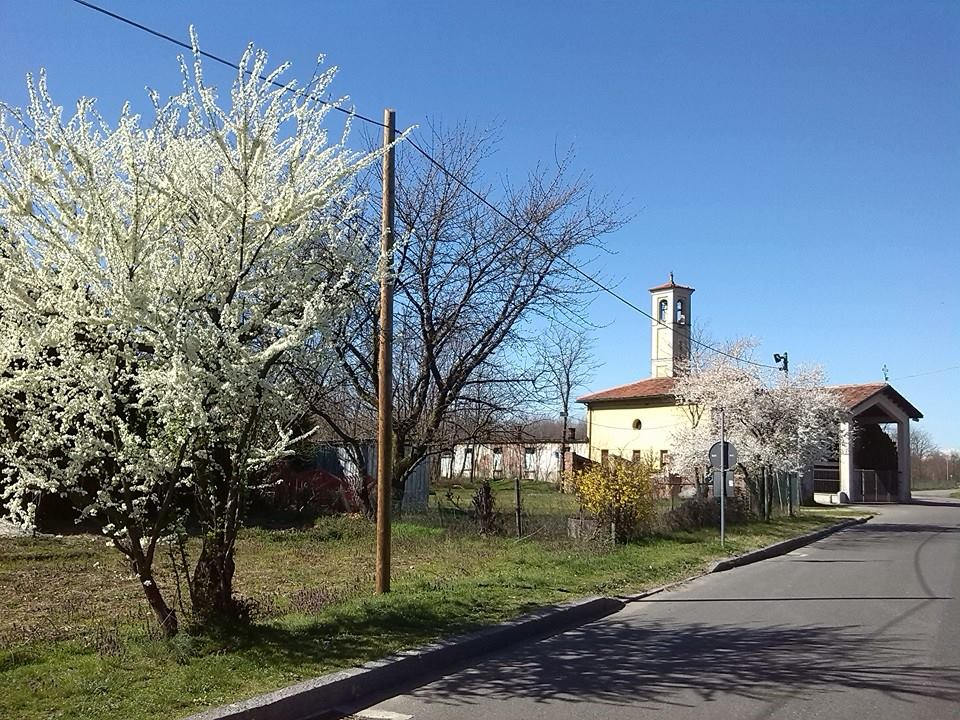
La chiesa della Madonna in Veroncora nel marzo del 2014

Tutti gli anni, davanti alla chiesa della Madonna in Veroncora, si celebra, il giorno di Pasquetta, la festa dell'Angelo, di antica tradizione e oggi organizzata dall'associazione Amici della Madonna in Veroncora. Questa festa viene spesso indicata con la locuzione sagra dell'insalata e ciapi, in quanto in questi giorni a Busto Arsizio è tradizione mangiare insalata con le uova sode (i ciapi), che nella tradizione contadina simboleggiano la fertilità e sono dunque di buon auspicio per i raccolti. Sempre durante la festa avviene la consueta benedizione dei trattori.